# Coordinadora de Profesionales por la Prevención de Abusos
La Coordinadora de Profesionales por la Prevención de Abusos (CoPPA) es una organización con presencia en América Latina y Europa integrada por profesionales de la psicología, la psiquiatría, la sociología, la pedagogía, la criminología y el ámbito de los derechos humanos.
Su objetivo es la prevención de la violencia hacia los grupos vulnerables, y para ello realiza acciones para impulsar y secundar proyectos legislativos y educativos, programas gubernamentales y acciones estratégicas desde el conocimiento científico y la experiencia que redunden en una mayor protección de aquellos colectivos en situación de indefensión.
Su Alto Consejo Asesor está formado por Francisco Javier de Lucas Martín, catedrático de filosofía del derecho y filosofía política en el Instituto de Derechos Humanos de la Universidad de Valencia, España y por Mirta González Suárez, catedrática de la Universidad de Costa Rica, especializada en Psicología social, Psicología política y Equidad de género. También formó parte del Alto Consejo el ahora fallecido Wanderlino Nogueira Neto, exmiembro del Comité de los Derechos del Niño de la Oficina del Alto Comisionado de las Naciones Unidas para los Derechos Humanos.

En el campo de la protección del niño, CoPPA ha manifestado con argumentación científica los riesgos que para la salud mental de los menores puede comportar el que estos sean expuestos a formas de violencia como espectadores en países como Venezuela en el 2013, España en el 2015, México en el 2014 y en el 2015, Perú en 2016, y España en 2018, en estos tres últimos casos, dentro del marco de aplicaciones que la Organización de las Naciones Unidas realizó a estos países.
En enero de 2018, en una carta dirigida al Comité de los Derechos del Niño de las Naciones Unidas, CoPPA solicitó se tuviese en cuenta "la necesidad de que España adopte medidas contundentes para impedir la mutilación genital intersex y otros tratamientos médicos innecesarios dirigidos a niños intersexuales", y respaldó las recomendaciones realizadas por organizaciones especializadas respecto a esa problemática.

También se ha manifestado sobre la relación que puede haber entre el maltrato de animales cometido por niños y el posterior desarrollo de conductas criminales en la edad adulta. Así mismo, también aluden a relación entre maltrato animal cometido por adultos y posteriores conductas delictivas efectuadas por estos, incluida la violencia doméstica.
En enero de 2015 CoPPA solicitó a la Comisión de Justicia del Congreso de los Diputados español la tipificación en el código penal del abuso sexual a animales amparándose en los riegos de abuso sexual a personas que se derivan de estas actividades. La zoofilia fue penalizada unos días después.
En ocasiones, su documentación ha sido empleada como herramienta de apoyo de determinadas propuestas legislativas en el ámbito político en favor de la infancia.
En otras, sus miembros han participado como ponentes de eventos organizados por colegios de abogados, instituciones públicas y otro tipo de entidades. Otras veces la entidad ha sido coorganizadora de eventos relacionados con la temática en la que está especializada.
Así mismo, apoya iniciativas académicas como el Máster Universitario en Estudios Internacionales sobre Medios, Poder y Diversidad de la Universidad Pompeu Fabra y a otras entidades sin ánimo de lucro como el Grupo de Iniciativa Nacional por los Derechos del Niño (GIN).
Desde marzo de 2016, apoyó también la creación y desarrollo de la oficina ERAH, impulsada por la Prefectura del Guayas (Ecuador) mediante labores de asesoría científica y técnica y la participación en la elaboración de estudios en colaboración con el despacho de ERAH. Está integrada también en el Observatorio de violencia interrelacionada en Colombia, ERAH Colombia.
En noviembre de 2017 se anunció que se realizaría una investigación sobre la violencia en el hogar de manera conjunta entre la Prefectura del Guayas, CoPPA y el CEPAM (Centro Ecuatoriano Para la Promoción y Acción de la Mujer). La meta de esta es identificar factores que sustenten propuestas de políticas públicas para la prevención de violencia.
En 2019 y 2020 fue entidad colaboradora en el proyecto "Creciendo sin violencia" liderado por el Grupo Iniciativa Nacional Por los Derechos del Niño (GIN), cuyo objetivo era "contribuir con la difusión de los derechos de niñas, niños y adolescentes y la prevención de la violencia en sus diferentes expresiones" en Perú. En el marco de este, en octubre de 2020, dos expertas de CoPPA participaron junto a representantes del gobierno de Perú en el webinar "Creciendo sin violencia para una vida mejor". Tanto en 2019 como en 2020, CoPPA estableció convenios con la entidad barcelonesa ASTE BCN para la realización de proyectos cuyo objetivo es la mejora de la calidad de vida de personas mayores que viven en residencias. En el campo de la visualización y la prevención de la violencia machista, en 2019 colaboró con la Asociación Latinoamericana para el Desarrollo Alternativo (ALDEA) en el monitoreo y mapeo de los feminicidios que se produjeron en ese año en Ecuador. Ha participado también de proyectos educativos en escuelas de Sabadell.
En 2020 CoPPA ha concedido el premio PASSOS (Personas y Animales a Salvo, SOS) a dos entidades que, especialmente durante la crisis sanitaria causada por la COVID-19, están trabajando por el bienestar de las personas en situación de vulnerabilidad y sus animales. Las dos entidades premiadas han sido Asociación FEEL, que trabaja en Madrid, y Fundació Hope & Help que realiza su labor en Barcelona.